# Bernard Clavel

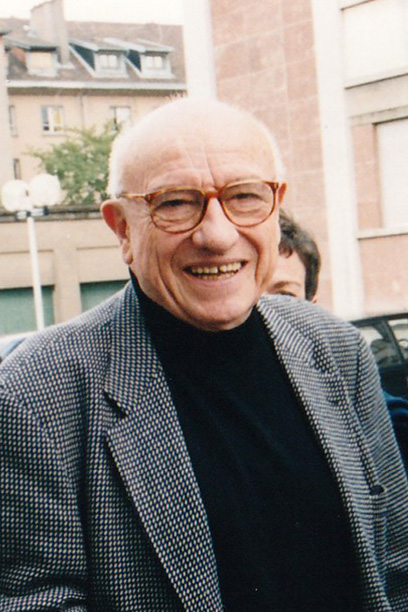
Bernard Clavel (1999)

Bernard Charles Henri Clavel (* 29. Mai 1923 in Lons-le-Saunier; † 5. Oktober 2010 in Grenoble) war ein französischer Schriftsteller.

## Leben
Der Vater von Clavel war Bäcker, die Mutter Floristin. In der Familie wurde Wert auf eine möglichst kurze Schulzeit gelegt. Mit 14 Jahren trat Bernard Clavel in die Lehre bei einem Konditor ein, der ihn misshandelte. Er verdiente seinen Lebensunterhalt zunächst mit einer Vielzahl von Gelegenheitsarbeiten, unter anderem als Holzfäller und als Schaukämpfer auf dem Jahrmarkt.
Als Autodidakt bildete er sich in jenen Jahren in der Malerei und im Schreiben aus. Anfang der 1950er Jahre erschienen in der Tageszeitung Le Progrès de Lyon seine ersten Artikel. Es folgten Aufträge zur Redaktion von Hörspieltexten für das Radio. 1956 veröffentlichte er, gefördert von Hervé Bazin und Marcel Aymé, seinen ersten Roman, L'Ouvrier de la nuit. Das Buch, seinen eigenen Worten nach „in wenigen fieberhaften Tagen und Nächten zu Papier geworfen“, markierte den Beginn eines Lebenswerks, bestehend aus einer langen Reihe von Romanen, Erzählungen, Essays und Biografien. Mehr als 20 seiner Romane erschienen übersetzt in mehreren Sprachen außerhalb Frankreichs. Seine Geschichten waren meist aktionsgeladen, mit kraftvollen Helden und in einer Weise erzählt, die den Leser in die Geschichte hineinzog und ihn dazu brachte, Partei zu ergreifen. Er hob den Roman du terroir, den Roman mit Lokalkolorit, von einer gering geschätzten Gattung auf literarisches Niveau.
1968 erhielt er für Les fruits d'hiver den Prix Goncourt. Diese Auszeichnung löste eine Krise im Preiskomitee aus, weil Louis Aragon als Preisträger François Nourrissier vorgezogen hätte. Aragon trat daraufhin aus dem Komitee aus. 1971 wurde Clavel selbst in das Komitee berufen. Er trat seinerseits 1978 von diesem Mandat zurück, weil die eigene Arbeit ihm keine Zeit ließ, die Werke der Preiskandidaten zu lesen.
Eine Reihe seiner Werke für Film und Fernsehen adaptiert, darunter L’Espagnol unter der Regie von Jean Prat. Der Held, Pablo, verkörpert einen Kameraden aus der Résistance, den er 1942 kennengelernt hatte.
Clavel lehnte zweimal die Ehrenlegion ab.

## Auszeichnungen
- Prix Goncourt für Les Fruits de l'hiver 1968
- Mitglied der Académie Goncourt 1971–1977
- Mitglied der Coordination française pour la Décennie de la culture de paix et de non-violence
- Mitglied der Non-Violence-XXI-Gruppe seit 2001

## Clavel und Kanada
Der Autor hat mehrmals Québec besucht, von 1977 bis 1979 hielt er sich dort für zwei Jahre auf. Sein Werk Les Compagnons du Nouveau Monde von 1981 spielt im 17. Jahrhundert in Neufrankreich.
Unter dem Reihentitel Le Royaume du Nord verfasste Clavel weitere 6 Novellen, die in Abitibi spielen, z. B. Harricana (1983) und L'Angelus du soir (1988). Er beschreibt die Mühen, bisweilen auch die Freuden des Siedlerlebens in Saint-Georges d'Harricana, einer Siedlergemeinde. Der letzte Band, Maudits sauvages von 1989, wendet sich dem Elend von First Nations an der James Bay zu, deren traditionelle Lebensweise durch die moderne Technik zerstört wird.

## Werke (Auswahl)
Jugendbücher
- Malataverne. Robert Laffont, 1960
  - Ausgabe für die DDR: Malataverne. Aufbau-Verlag, Berlin 1967. (übersetzt von Ulrich Friedrich Müller)
  - Ausgabe für die BRD: Nacht über Malataverne. Maier Verlag, Ravensburg 1978. (übersetzt von Elinor Kirsch)
- L'Arbre qui chante. Éditions la Farandole, 1967
  - deutsch: Der singende Baum. Urachhaus, Stuttgart 1979. (übersetzt von Inge Thoris)

Novellen
- L'Espion aux yeux verts. Robert Laffont, 1969

Romane
- L'Ouvrier de la nuit. Julliard, 1956 (erster Roman)
- Les Pirates du Rhône. Julliard, 1957 (verfilmt 1975)
  - deutsch: Tochter des Stroms. DVA, Stuttgart 1959. (übersetzt von Else Kraft)
- La Grande Patience. Robert Laffont, Paris 1962 und 1968

1. La maison des autres
2. Celui qui voulait voir de la mer
3. Le cœur des vivants
4. Les fruits d’hiver
  - deutsch: Die Früchte des Winters. Aufbau Verlag, Berlin 1970

- Les Colonnes du ciel. Robert Laffont, 1976–1981

1. La saison des loips
2. La lumière du lac
3. La femme de guerre
4. Marie Bon Pain
5. Campagnons du nouveau-monde

- Harricana
  - deutsch: Wo der Ahorn Früchte trägt. Schneekluth, München 1988 (auch als DAISY-Hörbuch 1-0005703-2-0) Siedler im hohen Norden
- L'or de la terre
  - deutsch: Goldrausch. Schneekluth, 1990 (auch als DAISY-Hörbuch 1-0005698-2-9) Über Goldrausch. Buch häufige Neuaufl.
- Miséréré
  - deutsch: Traumland. Schneekluth, 1992 (auch DAISY-Hörbuch 1-0005701-2-6) Siedlerfamilie in Kanada
- Cargo pour l'enfer. Albin Michel, 1993 ISBN 978-2-226-06219-2
- Les Roses de Verdun. Albin Michel, 1994